# Amédée Achard

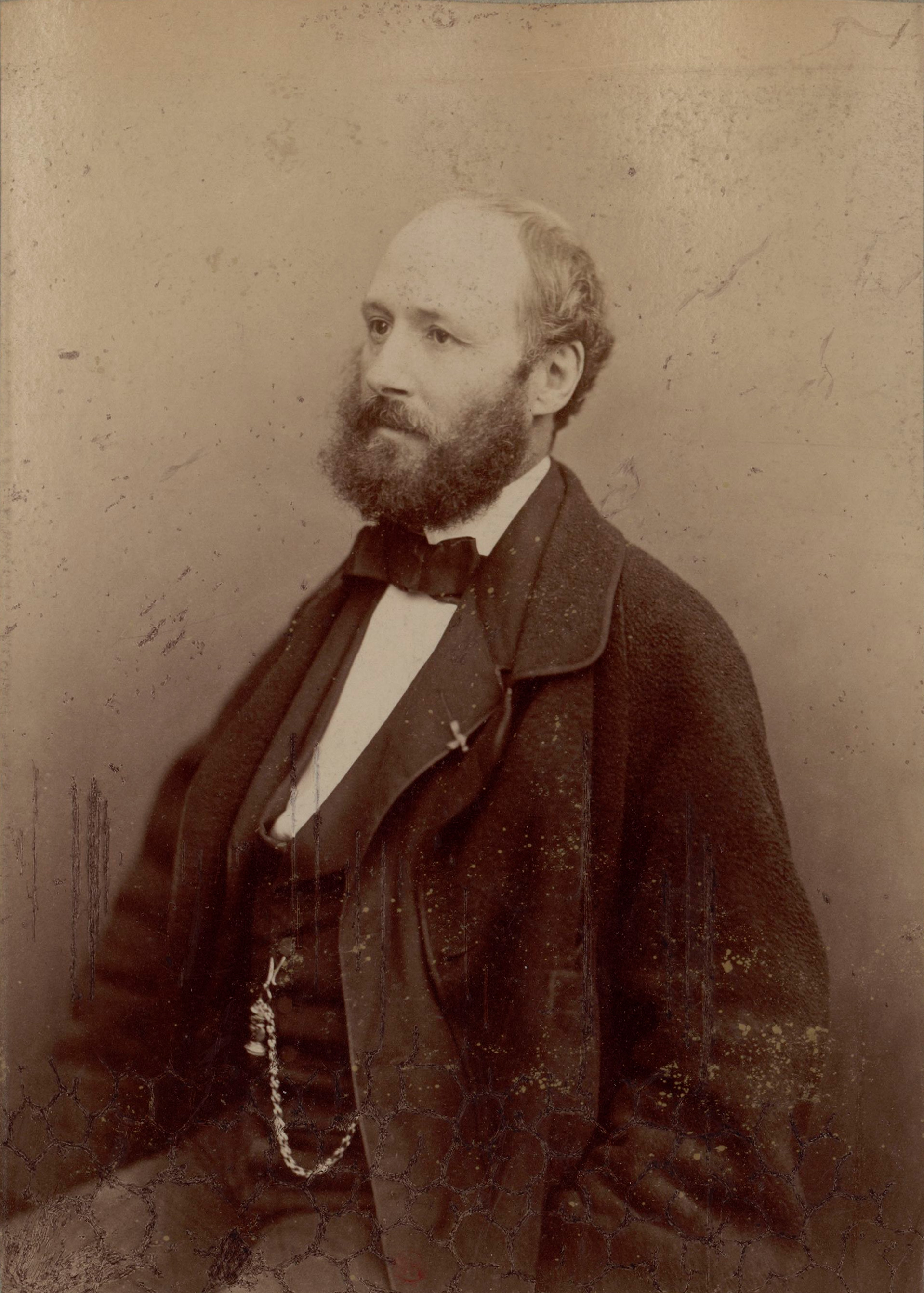
Amédée Achard, fotograferad av Félix Nadar.

Louis Amédée Eugène Achard, född 19 april 1814 i Marseille, död 25 mars 1875 i Paris, var en fransk publicist och romanförfattare. 

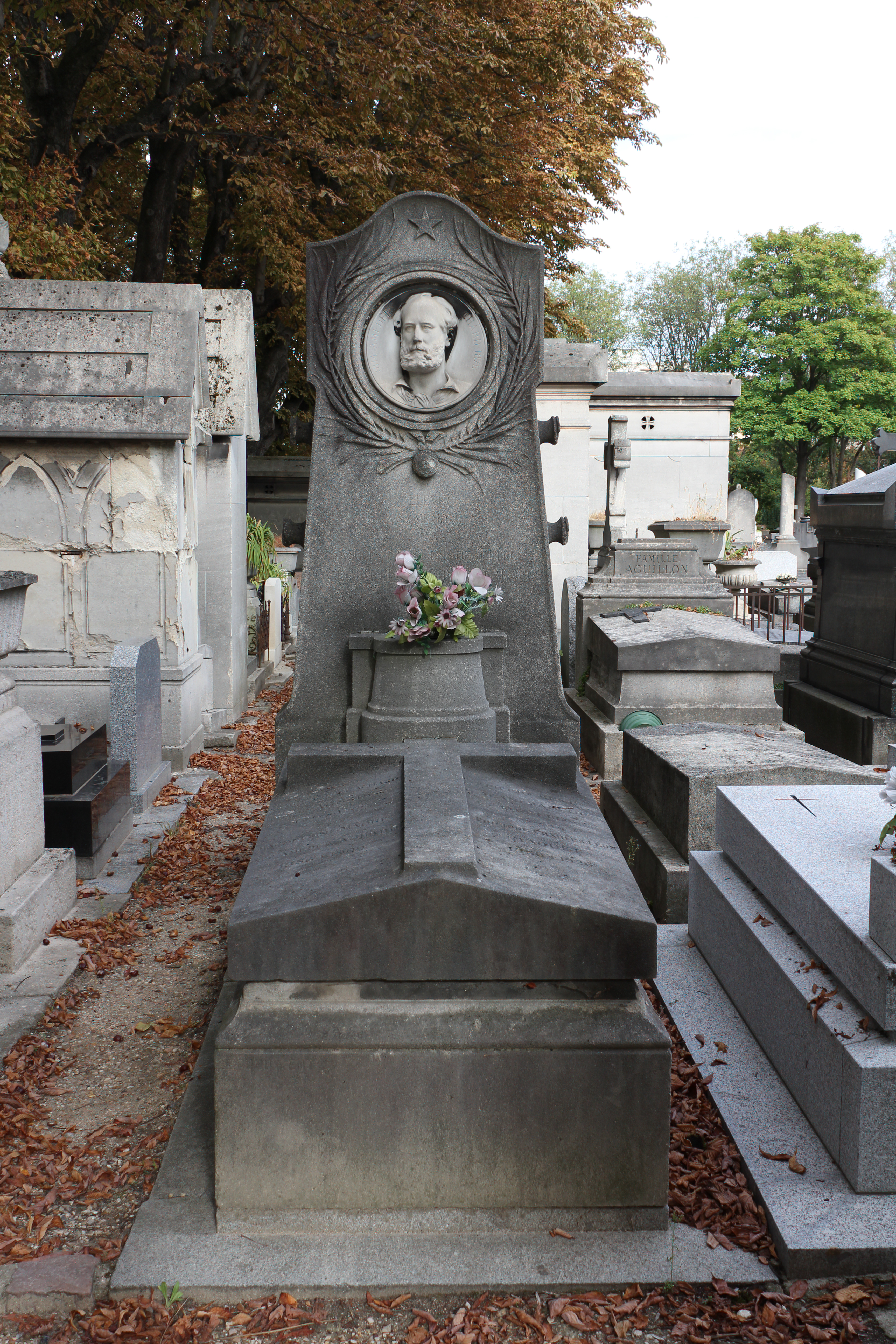
Amédée Achards grav på Père-Lachaise.

Från 1838 ägnade sig Achard åt skriftställarebanan, arbetade i ultrakonservativa tidningar och vann under pseudonymen Grimm framgång med sina första, kvicka och pikanta Lettres parisiennes samt romanen Belle Rose (1847; ny upplaga 1865). Denna efterföljdes av en stor mängd humoristiskt skrivna romaner. I Récits d'un soldat (1871) skildras Paris belägring. Achards noveller, bland vilka åtskilliga översatts till svenska, står i konstnärligt avseende högre än hans romaner. Achard utarbetade även åtskilliga resehandböcker i Bibliothèque des chemins de fer.